# 馮白駒
馮白駒（1903年6月7日—1973年7月19日），原名冯裕球，学名冯继周，男，广东琼山（今海南省海口市琼山区）人，中国共产党在海南岛武装斗争的领导人。中華人民共和國時期擔任海南行政公署主任，是唯一一任行政公署主任。
冯白驹1926年加入中国共产党，1927年9月率部队参加全琼武装总暴动。第一次国共内战期间，被任命为中共琼崖特委书记。抗日战争期间，任广东省人民抗日纵队琼崖独立总队总队长、琼崖抗日独立纵队司令员兼政治委员。第二次国共内战期间，任中国人民解放军琼崖纵队司令员兼政委。中华人民共和国成立后，任中共海南区委第一书记，海南军区司令员兼政治委员，海南行署主任，以及中共广东省委书记处书记，广东省、浙江省副省长等职。

## 生平

### 早年与第一次国共内战期间
冯白驹是海南省琼山县（今海口市琼山区）云龙镇长泰村人。父亲未读过书，从小务农，为雇农、石匠。1916年，冯白驹在云龙高等小学读书期间，就与同学组织同志互助社。1919年，就读琼山中学期间，参加五四运动，是该校学生运动的骨干。1925年，到南京投考东南大学，没被取录，在校补习了半年，后到上海进入大厦大学预科，念书半年。一九二五年底，一方面是受到当时五卅运动的革命影响，另方面是因父亲丧失了能采石的工作机会，家庭经济困难，无法接济求学，只好退学回家。
1926年初，冯继周回到海口，经高小同学李爱春（共产党员，国共合作时任琼山县国民党县党部书记长）介绍，任海口市郊农民协会办事处主任。1926年11月，经李爱春介绍成为中国共产党正式党员。1927年，琼崖发生四二二事变，琼山县委书记李爱春被处决。1927年4月，海南地委书记王文明（公开身份是国民革命军第十二师党代表）提出组织琼山县委，指定陈秋辅、冯裕江和冯继周三人组成县委，指定冯继周为县委书记。琼山县的革命形势很快发展起来了，全县共有十七个区，除海口附近有五、六个区没有建立区委外，其他各区都建立了区委；基层支部也有很大的发展。到1927年下半年，琼山县的共产党武装组织，已发展到几百人，有两个大队，特委指定编为琼崖人民革命军中路指挥部第七路军，冯继周是该路军的党代表。1927年9月率部参加全琼武装总暴动，后任中共琼崖特委候补委员。
1928年夏，国民革命军蔡廷锴部调琼，采取各个击破的战术，首先向文昌开刀。文昌的革命斗争被压服后，文昌的干部和武装力量向琼山撤退，蔡部跟着向琼山进攻。琼山东部也支持不住，琼山和文昌的共产党武装力量，以及一些干部，向琼山西边的永怀山撤退，但敌军也跟着把永怀山包围起来。琼山县委决定突围，部队向乐会的特委住地撤退，县区干部仍回地方坚持工作。到1928年底，琼崖斗争低潮，武装力量仅存一百多人，由王文明带领撤退到母瑞山。特委书记黄学增和一些特委常委及团特委干部，于1929年初进驻海口和府城城区。黄学增以澄迈工作自革命低潮后，工作恢复很困难，决定把冯继周调往澄迈县任县委书记。冯继周从此改名为冯白驹。
1929年2月和7月海口的特委机关先后两次遭敌破坏，特委书记黄学增和官天民等特委主要领导人被捕牺牲，在琼崖革命失去统一领导核心的危急时刻，当时担任澄迈县委书记的冯白驹通过澄迈县委布置在海口负责与特委联系的人（公开职业是小贩）最早获知特委被破获并被处决的消息，当机立断把这一消息转告在母瑞山坚持斗争的王文明和各县委，建议召开各县代表联席会议，重建特委领导机关。9月底在定安县内洞山冯白驹与王文明（琼崖苏维埃政府主席）一起主持召开了各县委代表联席会议，总结了“左”的错误影响和教训，这次会议一致选举了王文明、冯白驹等9人组成中共琼崖临时特委。9月，经省委批准正式成立特委。11月，特委召开了党、团特委联席会议，选举产生了王文明、冯白驹、傅佑山3人为特委常委，王文明为书记。但由于王文明当时重病在身，难于视事，为此，特委的工作实际由冯白驹来主持。。1930年1月，王文明病逝，冯白驹继任中共琼崖特委书记。其后由他领导琼崖党组织。1930年2月，冯白驹先后前往香港、上海，向中共广东省委和中共中央汇报工作，在上海参加一个传达和讨论立三路线的秘密会议，受李立三、周恩来接见听取了冯白驹关于琼崖斗争情况的汇报后，对琼崖党组织在领导革命斗争过程中，能抓住红军、抓住农村革命根据地、抓住苏维埃政权这三件大事，给予了充分肯定。周恩来指示冯白驹：今后琼崖党组织只要继续紧紧依靠群众，高举武装斗争的旗帜，坚持斗争，一定能够取得胜利。1930年4月，他在母瑞山主持召开中共琼崖特委第四次代表大会，传达了党中央和周恩来的指示，会议作出扩大农村根据地、发展党组织、扩建红军等项决议。琼崖的革命形势很快发展并超过了1928年的高潮水平，成立苏维埃政权的地区，人口大约一百万左右。1930年8月，成立琼崖工农红军独立师，辖三个团、—个独立营、一个警卫营、—连娘子军。全师约两千余人。
1932年第一集团军警卫旅旅长兼琼崖绥靖委员、南路绥靖司令陈汉光发动的第二次“围剿”，琼崖红军斗争失败，红军独立师解体，师长王文宇被俘后遇害，政委冯国卿战死。琼崖各块根据地被攻破，各级基层党组织和政权均遭到严重破坏，琼崖党组织和党中央与广东省委失掉联系，琼崖革命进入最艰苦的阶段。冯白驹带领党政机关及警卫连共100多人，在母瑞山坚持长达8个多月的艰苦卓绝的斗争，吃地瓜与一种野菜维生，没有吃过一粒米，更不要说油、盐、肉等，保存了特委领导核心。1933年4月，带领幸存的25人（20名红军武装人员与冯白驹、符明经、王业熹、王惠周等5名干部）突围返回琼山革命老区，与黎民（李黎明）、刘秋菊、朱克平、冯安全等琼山县委干部会合，重整旗鼓。由此，冯白驹总结出了“山不藏人人藏人”的经验。经过两年多时间的艰苦奋斗，各县工作均逐步恢复起来，县、区、乡党的领导机关和支部也在逐步建立起来。到1936年，工作更进一步恢复了，环境也逐步好转，为琼崖革命胜利转入抗战时期准备了条件。建国后陈毅元帅在评价琼崖革命斗争时说：“琼崖坚持23年的斗争是很光荣的，不容易的，在我们党的历史上特别是游击战争史上有特殊的一页。我也是打游击出身的，是内行，人家失败了，你们坚持下来，这可不简单，这经验值得我们学习。”1936年5月，在中共琼崖特别委员会第五次扩大会议上，再次当选为中共琼崖特别委员会书记，委常委为冯白驹、王白伦、黄魂三人，并组织成立了琼崖红军游击队司令部，下辖七个支队。
从1931年后到1937年，琼崖特委和上级党组织失去联系，在香港找不到广东省委，在上海找不到中央。 1937年上半年，特委再次派交通员陈玉清到香港几经周折，与设在香港的中共南方临时工作委员会接上关系。1937年6月，冯白驹赴香港向南临委请示汇报工作。南临委负责人薛尚实和中央派驻广州（后为八路军通讯处）负责人云广英会见了冯白驹，介绍了当前全国抗日救亡运动的形势，系统地传达了中共中央瓦窑堡会议精神和会议确定的抗日民族统一战线的策略方针，指示琼崖特委结合当前形势，为在琼崖建立抗日民族统一战线而努力。同时告诫琼崖特委，在斗争中要提高警惕，不要轻易下山露面，以防红军被国民党吃掉。

### 抗日战争期间
1937年七七事变后，冯白驹在坚持抗日民族统一战线下向国民党琼崖当局致函建议停止内战。琼崖国共双方举行谈判，以协商在琼崖建立抗日民族统一战线事宜。在谈判过程中，琼崖当局于1937年9月悍然逮捕了前往塔市乡演丰谈判的冯白驹及其夫人曾惠予。冯白驹在狱中同软硬兼施的当局进行了针锋相对的斗争。中共中央获悉冯白驹被捕的消息后，非常关切。周恩来亲自向国民党提出抗议，并立即指示中共南方工作委员会迅速向广东省国民党当局提出交涉。在党中央和周恩来、叶剑英的反复交涉下，在群众强烈抗议和严正要求下，国民政府被迫于11月下令琼崖当局无条件释放冯白驹。
1938年1月特委派冯白驹为代表，到府城和琼崖当局委派的广东民众抗日自卫团第十四区（琼崖）副司令杨永仁、参谋长吕承文谈判。广州八路军办事处指示：谈判改编队伍的根本问题，是要达到我们在政治上、组织上独立自主的原则和要求，这个问题如果达不到，根本没有谈判的可能。广州失陷后，日本入侵登陆海南迫在眉睫，广东第九区行政督察专员兼保安司令王毅，但海南没有国民革命军正规军，守备力量薄弱。在此背景下，1938年10月22日，琼崖红军与国民政府当局经谈判达成国共合作、团结抗日的协议。1938年12月5日，红军游击队在琼山县云龙乡改编为“广东民众抗日自卫团第十四区独立队”，冯白驹任队长，政治部主任林李明，副主任黄振亚，队附刘振汉、马白山。张兴是政训室主任。副官主任谢李森，副官陈玉清，书记（司书）陈吉邱。下辖3个中队，一中队长黄大猷，队附符荣鼎（地下党员）；二中队长王天辅，队附陈卓；三中队长张缵薪/吴克之，队附吴定中。陈克邱、林豪、莫逊分别任3个中队的司书，负责中队的党务和政治工作。当局允许独立队保持政治上、组织上独立自主，共300余人。按1个营的编制每月发给独立队军饷8000元。琼崖抗日民族统一战线建立后，党中央多次指示冯白驹要保持独立自主原则，“对琼崖要放手地干”，“不顾国民党的任何阻碍”，壮大自己的力量，同时随时准备打退敌顽的进攻。 1939年2月10日，日军从琼山县天尾港登陆占领海口，冯白驹命令独立队第一中队在南渡江潭口渡口阻击日本军队，产生重大影响。1939年3月，广东民众抗日自卫团第十四区独立队由初建时的三百多人枪扩编为一千多人枪的广东省琼崖抗日游击队独立总队，冯白驹任总队长，马白山、符振中任总队附。总队下辖三个大队和一个特务中队，并设总队参谋室，吴建任参谋室主任。1939年9月2日第一中队黄大猷率部罗板铺（今大致坡镇龙板村（原罗板村））公路两侧高地伏击日军运水车，全歼日军官兵11名，焚烧日军汽车1辆，缴获轻机关枪1挺、三八式步枪5支、短枪1支，还有子弹等军用物资一批，是海南岛首次全歼日军一部，夺得第一挺机关枪的胜利。罗板铺伏击战后，冯白驹到海南守备司令王毅处，提出为了有利于打击日敌，要求把独立队扩编为独立总队。王毅同意并拨给步枪约一百多枝和几千发子弹及供给等。1939年底，林李明去中央汇报工作，冯白驹代理特委书记，认为现有的琼山、文昌二县交界区的抗日游击根据地是平原和丘陵地区，偏于琼崖的东北角，在持久的长期战争中，不能发挥应有的作用，随时都有被日敌攻破的危险；为了坚持长期的抗日战争，创造接近五指山大山的中心根据地，并向海南全面开展抗日战争，决定成立一、二个支队和警卫营，一支队在琼山、文昌交界地区及定安、琼东等地活动，二支队在澄迈、临高、儋县等地活动，警卫营跟特委和独立总队领导机关移到澄迈县美合山地（位于澄迈县仁兴镇附近）创造新的根据地，在乐会、万宁二县组成一个连队活动。
1937年底冯白驹被捕期间，由王白伦代理特委书记。1938年8月中共南方工委派林李明任琼崖特委书记，冯白驹出狱后任特委常委。随着琼崖抗日战争的深入，党中央考虑到琼崖实际斗争的需要和冯白驹在琼崖及海外的影响，适时从组织路线上对调整琼崖特委领导班子作出了指示。1940年，毛泽东接见琼崖负责人时谈到：冯白驹在琼崖搞得那么久，情况熟悉，和群众关系密切，琼崖特委书记和独立总队的队长，还是由冯白驹同志担任好。毛泽东还谈了对冯白驹的希望：第一，要多帮助同志；第二，多抽时间看书学习；第三，军事委员会由冯白驹负责好否？如好就这样。根据党中央、毛泽东的指示，1940年，周恩来在重庆接见庄田 (中将)和林李明时说了一段很重要、很著名的话：

   “冯白驹同志是琼崖人民的一面旗帜。中央的意见还是要他当特委书记，兼我党领导的抗日游击队的总队长和政治委员，对琼崖的革命斗争实行一元化领导。你们把这个指示转告给琼崖特委。你们到琼崖去工作的同志，要支持冯白驹同志工作，尊重他，在琼崖特委的集体领导下，共同把革命工作搞好。”

1940年9月，林李明与参加过中央红军长征的军事干部庄田、李振亚、覃威等到达海南岛，林李明传达中共中央指示：冯白驹复任中共琼崖特别委员会书记，并任琼崖抗日独立总队总队长兼政治委员。还传达：在统一战线方面，海南可以搞红一点也不要紧，因为海南是处在孤岛，搞红一点也不会影响全国。
中央1940年1月26日对粤委指示：“你们要把琼岛创造为争取九百万南洋华侨的中心根据地；创造为党在南方发展扩大影响的根据地；创造为培养干部的根据地。你们要在冯部地区开办大规模的干部学校，由二三百学生办起，逐渐扩大至二三千学生。”1940年上半年，周恩来在重庆帮助解决了一部电台，使得琼崖建立了通过电台和中央与省委领导的联系，及时地得到党中央和省委的指导，冯白驹回忆称“这是海南人民革命斗争的一件大事。”在美合山区创建根据地，在美合根据地于1940年7月以“抗大”为楷模，创办琼崖抗日公学，冯白驹亲自兼任校长，史丹为副校长。琼崖公学以毛泽东为抗大制定的教育方针为自己的教育方针。培养对象是部队的战斗骨干、党群干部和各地抗日青年，还有部分从马来亚、泰国、香港返回的华侨青年。学习内容以毛泽东的《论持久战》、《新民主主义论》、《抗日游击战争的战略问题》，以及统一战线理论，军队中政治工作等。教员除少数专职外，主要由冯白驹、陈健（特委宣传部长）、总队参谋长李振亚兼任。史丹、吴耀南、王祝三等人，都是大学毕业生，担任过中学校长、从事教育多年。第二期招收初级班、高级班、工农班和妇女班、儿童班等共有学员400多人。不少爱国知识分子、教育界人士，冲破敌人重重封锁，前来工作。琼崖公学办了两期，培养了学员600余人。第二期学员尚未毕业，就因“美合事变”而中断学习，学员分配到各地区各部队。1940年9月，特委决定撤销原东、西路指挥部，冯白驹任独立总队总队长，庄田任副总队长。独立总队首次设立支队建制，成立第一支队（支队长吴克之，政委陈乃石，副支队长林伯熙，活动于琼文地区）、第二支队（支队长马白山，政委符哥洛，参谋长王山平），同时成立直属特务大队和第四大队，总兵力三千余人。中共中央书记处1940年11月7日对琼崖工作的指示中有关琼崖干部问题提到：琼崖的党和军队中有许多久经考验的贫雇农干部，这是很好的骨干，但是知识分子党员太少，而且过去党和部队不注重知识分子，这是很大的弱点，望认真在学生、青年及教职员中进行工作，吸收其中进步分子加入我党我军。中央还对广东省委指示：“你们要派大批革命青年及有能力之干部去……香港的力量主要向琼崖输送。”根据党中央的指示，广东省委继续派来一批干部，如罗文洪、李英敏、陈实、张诚军、王平、余珍等；通过琼崖华侨联合总会发动香港及南洋各地的新加坡、马来亚、泰国和越南等240多名爱国青年组织琼侨回乡服务团，派同海南参加斗争。广东省委还将被英国殖民当局驱逐出马来亚的地下党员杨少民、张理、陈青山、符路、江田、谢应权、刘青云、韩光、陈美、范泽川、邢毓华、方克、李修校、陈农、黄汉光、林明坚等30多名同志派回海南参战，受到中共琼崖特委、冯白驹的重用。琼崖孤悬海外，受到敌顽严密封锁，难以与党中央与上级党组织联系，信息闭塞，特委与冯白驹特别重视对干部进行思想教育，提高政策水平，通过举办干部学校、干部轮训班、随营军政训练班、党校、军政干部学校、妇女干校，还十分强调干部在职自学，尽管在战争激烈环境动荡，纸张十分困难紧张的情况下，手工刻印毛泽东著作如《新民主主义论》、《论持久战》、《论新阶段》、《抗日游击战争的战略问题》、《关于纠正党内的错误思想》、《统一战线的独立自主问题》、《实践论》、《矛盾论》等，县、支队以上干部做到人手一册，强调干部要自觉学习理论，理论联系实际。1940年12月，由于美合事变，特委与总队机关返回琼山、文昌根据地。海南岛当局主力保六团、保七团继续向琼文根据地进犯，在一次突围战斗中，唯一的手摇电台被顽军夺取。在这种情况下，大规模办学已不可能，但仍坚持办军政轮训班，政治部办了三期小型的党支部书记训练班，各县也都就地办了一些小型训练班。冯白驹和李振亚认为：“培养干部人才是我党我军一项长期的战略任务。形势越紧张，斗争越艰巨，越需要更多更强有力的各种人才去加强对各种组积与各种工作的领导，就越需要保证不断地培养训练和补充干部，决不能中断。”鉴于当时乐万根据地的创建，六连岭为老根据地，1941年五六月间，特委和总队部决定在六连岭抗日根据地创办“琼崖抗日军政干部学校”，由参谋长李振亚兼任校长、政委。1941年7月军政学校正式开办，到1942年11月，一年多时间先后办了两期，每期5个月，培养了400多名干部，分军事班、政治班。
1941年2月，冯白驹兼任中共琼崖特委军事委员会主席。1941年6月3日，琼崖独立总队部机关的15瓦电台在从道崇乡迁往树德乡潭田村时同国民党军遭遇，带领警卫连女子特务排保护电台的管理科长陈玉清牺牲，电台损失掉，琼崖特委与党中央的电台通讯一度中断，他利用新闻台幸存的收报机抄收中央社新闻。1941年11月，成立琼崖东北区抗日民主政府，当选为主席。1942年到1943年，日军对琼文交界地区的根据地进行大规模扫荡，彻底实施三光政策，把共产党的抗日游击根据地变为无人区。冯白驹指出，“坚壁清野”的决策看来错了，应该是运用“白皮红心”的战术，让群众与敌人虚与委蛇。在与中央中断电讯联系的情况下，率领独立总队取得了琼山罗刘桥、罗板铺伏击战，海口长林桥袭击战，那大围攻战等战斗的胜利。1943年，在特委作出“坚持内线、挺出外线”的决策之后，冯白驹主张向琼西南（白沙、儋县、昌江、感恩、崖县等县）发展的意见在常委中占少数，严格按照民主集中制的原则，实践证明了在琼东南（乐会、万宁、琼东、陵水等县）建立中心根据地的意见是错误的。冯白驹认为，琼西南的有利条件是：一、是新区，琼崖二次大斗争（即一九二七到一九二八年和一九三〇到一九三一年年底），没有在那里开展工作，因而没有受过敌人摧残，人力物力较丰富；二、不论是日敌和国民党反动军队，在那个地区的势力都比较薄弱；三、地区广阔，地理条件好，衔接大山区。琼东南地区的不利条件是：一、该区经过海南二次大革命斗争，受国民党反动统治摧残较严重，人力物力枯竭，解决琼纵困难既不易，发展也不利；二、以加积到榆林公路为界，如果向山区发展，会碰到国民党驻在吊罗山的主力发生冲突，如果向公路外线发展，是平原地，也是日敌统治的地区，不容易；三、周旋和活动范围也较狭小。特委机关、琼纵司令部究竟到哪里去？特委会议上有两种不同意见：常委中多数人主张到安定县内洞山，其理由是：内洞山是老革命根据地，群众基础坚实；内洞山是一片深山老林，利于隐蔽转移，坚持斗争。冯白驹等少数派意见人反对去内洞山，其理由是：内洞山经过敌人多次“围剿”，损失过大；内洞山活动地区狭小，不易开展工作，不利于跟敌人周旋；内洞山人口少，粮食更少，支持部队很困难；因此主张到琼西南去，先到澄迈，后向临高、儋县发展，逐步深入到白沙县地区。特委留下一部分武装在琼东北根据地配合群众进行游击战和各种斗争外，主力转向外线开展打击日敌发展新区工作，特委与总部去内洞山，让冯白驹带少数人去澄迈。内洞山经过几个月的斗争，由于敌强我弱，回旋余地又小，特别是粮食、弹药供应十分困难，情报网又被切断了，第五支队从将近1000人减少到100余人。
1944年秋，琼崖抗日独立总队改为琼崖抗日独立纵队，冯白驹任纵队司令员兼政治委员。1945年，率军挺进白沙，创建白沙抗日根据地。
1945年7月重新组织挺进支队，支队长由总部参谋长李振亚兼任，政委符荣鼎，深入白沙地区扫荡国民党守备二团残部，和肃清在该县的国民党统治的县、区、乡组织和一些残余武装力量。经过一段时间活动，几次打败和消灭守备二团的残部力量的作战以后，在白沙县地区已没有国民党武装力量活动，残敌撤走到保亭县吊罗山区国民党琼崖守备司令部驻地附近活动。至此，白沙全县除两个日军据点外，均被中共武装力量控制。琼崖纵队领导机关进驻白沙县城牙叉。

### 第二次国共内战时期
抗战胜利时，特委书记冯白驹，副书记李明（林李明）；常委王白伦、陈乃石、庄田；委员肖焕辉、吴任江、李振亚、王月波、陈石；候补委员马白山、王乃策、符思之、符哥洛；组织部部长王白伦（兼），民运部部长肖焕辉（兼），宣传部部长李雨枫，妇女部部长余珍，工农部部长肖焕辉（兼），特委秘书林树兰。
抗日战争胜利后，1945年10月国民革命军第四十六军来琼，琼崖国共双方在海口举行了谈判。四十六军军长韩练成是一位很早就与共产党有联系并同情革命的将领。来琼前周恩来曾叮嘱韩练成：现在只能运用你个人的影响和你手中的权力，在无损大计的前提下，尽可能保护琼崖党组织的安全，并使游击队不受损失或少受损失。注意！从实际出发，能作多少作多少，由你酌定。海口谈判期间，韩练成两次私下单独会见中共琼崖特委的谈判代表史丹，表白自己的经历和身份，并提出要单独同冯白驹接触，愿意给琼纵一些帮助，建议琼纵不要锋芒毕露，注意保存实力。但在当时，由于琼崖特委和党中央中断了电讯联系，不了解韩练成的情况和特殊背景，因此对韩练成的建议难以置信，不仅错过了与韩练成进一步接触的机会，反而在谈判期间于东方县陈武英部伏击了韩练成及其跟随出巡人员的军车，韩练成险些丧生。冯白驹提出了琼崖当前的对敌斗争的策略应是“立足自卫，争取和平”的方针，在特委会议作了《关于加紧准备自卫反击战争决定》的报告，纠正了特委一部分人的和平幻想，赢得了自卫的时间。
1946年2月初，第46军分兵五路合击白沙中心根据地牙叉，企图斩首琼纵与特委机关，琼崖内战正式爆发。46军采取全面“清剿”的围歼战，主要方式为重兵围歼、大军扫荡、猛打猛冲、重点进攻、填空格；以分散对分散、以集中对集中。琼纵相应采取的作战方针是分散游击、保存力量；其原则：避实就虚、避强就弱。不打硬仗，不攻坚；争取主动，打敌弱点；用伏击战与袭击战歼灭敌人，以游击战、麻雀战杀伤消耗疲惫敌人。1946年4月上级党组织先后派人来琼传达党中央关于和谈与琼纵北撤山东的指示，并作了北撤具体情况的安排：根据国共两党广州谈判，琼崖独立纵队将1900名指战员北撤到山东烟台，由美国军舰运送，从儋县登舰；北撤人员主要是干部，但也要留下一些干部，另组织一个新的领导机构，主持撤退后的工作。冯白驹从海南的具体情况出发，分析琼崖特殊的地理环境和对敌斗争的形势，（下级服从上级的）原则性和灵活性相结合，作出了一面作“北撤”准备，一面坚持自卫反击战争的两手准备的重大决策。由于特委个别领导把“北撤”问题泄漏出去，造成了思想波动。“一般士兵与工作人员，以至下级干部，都极感悲观与不安。他们大都认为，复员后必被国特杀害，有的认为既迟早都要复员，倒不如现在给他回家去，更有少数认为没有前途，便向敌人投降与求生，发生过很严重的现象。陵崖工作之崩溃，乃因不能及时克服这现象所致。”琼崖纵队战斗减员将近全部总人数的三分之一。冯白驹正烂脚，不能走路，离队治疗，他人代理其职务。冯白驹强行以特委名义发出了《执行上级指示继续坚持自卫斗争的决议》的指示，强调坚持对敌斗争、根绝和平幻想、毫不动摇地寻机打击敌人、排除万难、艰苦奋战、争取胜利，稳定了琼崖军民的思想情绪，赢得了自卫反击战争的有利时机。后来，广州行辕主任张发奎拒不承认中共琼崖地方组织和琼崖独立纵队，企图把琼崖特委和琼崖独立纵队留在琼岛消灭，北撤告吹。
1946年8月与10月，广东区党委又先后两次分别派张创(琼崖纵队政治部宣传股股长)、张瑞民抵琼，向正副书记冯白驹、林李明传达“南撤”指示：全国内战爆发后，广东将出现十年黑暗的局面；琼崖斗争将更加困难，琼崖特委必须将主力部队向越南方向撤退。冯白驹当即表示：坚决不执行，党以后如何处分我都行，因为琼纵和地方红色干部通通撤到越南北方，不但是途程走不得，实际上就是把全部力量丢在海中，这也不会得到海南人民的同意，如在海南坚持下去，我相信，环境再严重，无论如何，也不会通通被敌人消灭掉，以往的历史证实了这一点。并对广东区党委信使说，此事只允许对冯白驹、林李明讲，再不允许你对第三个人讲。
1946年9月第四十六军受命自海南岛调山东登陆参加华东内战主战场，10月、11月陆续离开海南。接韩练成而来接掌海南的是蔡劲军带来了四个保安团，连原在海南保六、保七两个团共有六个保安团的武装力量（各县的壮常队力量还不算）。
1946年9月24日，董必武、廖承志关于琼崖问题致中央电：“我琼崖特委仍能艰苦坚持，保持四千六百人枪，指挥五个支队，冯白驹显出有领导，并在紧急时反对动摇倾向，在群众干部中建立了威信。”“但支队弹药缺乏，非战斗力占六成，一万多人脱离生产，给养困难，组织庞大，干部暴露，群众工作薄弱，且时刻在流动中。我们商定琼崖党思想上应确定唯有艰苦留琼崖战斗，开展群众工作，隐蔽和缩小地方组织精简，并巩固武装分区打游击，从打击敌人中解决弹药给养困难，训练干部，才能解决干部生存及一切问题，如打得好，将来反独裁内战胜利时，对琼很有利，如长期内战，琼崖反正一样，所以必须反对和平隐蔽，大批离琼等幻想，且事实上不可能，并纠正一般逃移倾向。”“冯白驹同志是必须留琼支持。”
1946年9月下旬，年初从东江纵队派来的报务员张婉玲（张小章）、陈焕楷，机务员梁方明，译电员叶佐平和黄磊（黄少英）五人使用特委与6月底从香港运来了一台15瓦6L6G 并联哈脱莱发报机，和中央建立了直接的电台联系。并给琼纵开设无线电报务训练班培训6名报务学员，机要训练班培训5名学员，利用战斗缴获与交通线从香港偷运来的无线电器材陆续组装了十部电台，向琼崖各个地委、各总队派遣了电台分台，形成了琼崖的无线电台通信网。此前，从1941年失去电台后，特委先后派遣琼纵交通员陈大贵化装成商人，带着琼崖特委给中央的报告去香港，途中被敌人发现而牺牲；又派陈琴（政工干部）去，也牺牲在海上；再派琼纵政治部副主任王均（王高天）去香港接运电台，也在途中牺牲。1982年广东省民政厅整理编写的革命烈士英名录中记载，琼崖特委系统的地下交通英烈总计1016人，实际为此牺牲的英烈远不止这个数字。
中共中央决定，从10月起，“领导关系上，以后琼特委直属中央”，指示琼崖特委要“经常联络”。上级对琼崖党是否“北撤”和“南撤”的酝酿筹划，关系到琼崖革命的前途和命运问题、红旗能否继续举下去，甚至是海南岛能否解放还是成为“第二台湾”。1946年10月26日，琼崖特委与中共中央的无线电直接联系接通，冯白驹、黄康、李明联名向中央电告《请示琼崖斗争关键问题》，提出了特委对“南撤”的意见和坚持自卫反击的决心和信心。毛泽东亲自拟稿《中共中央关于应以占领整个海南岛为目标给冯、黄、李的复示》，于10月30日给冯白驹等人复电：“你们意见很好，你们应当坚决斗争，扩大军队，扩大解放区，学会集中主力打运动战，争取每次歼敌军一营一团，同时发展民兵游击队，配合主力作战。你们应以占领整个海南岛为目标，将来再向南路发展。你们《坚持自卫反击决议》是正确的。”1946年11月初，周恩来在南京指示前来汇报工作的庄田和罗文洪：回海南后转告琼崖特委和冯白驹，内战既已爆发，琼崖虽然孤悬海外，但有坚强的党组织，有群众基础，有斗争经验，最后的胜利是肯定的。周恩来特别指出，在海南要相机集中优势兵力，从内到外扫清五指山周围的反动势力，加速扩展中心根据地，这是支持革命战争具有战略意义的关键一着，务必全力以赴，保证完成。
1946年12月中旬，冯白驹在澄迈县主持召开了临委书记会议，会议决定，创建以白沙、保亭、乐东三县为中心的五指山革命根据地。五指山区位于琼岛的中心地带，面积10000多平方公里，人口30多万，是海南最大的山区。山区原始森林茂密。乐东、保亭是产粮区，利于部队的生存、发展和壮大。同时，在抗战时期，有黎族领袖王国兴领导的黎、苗族人民为反抗日、伪、顽军的压迫而进行的白沙武装起义的影响。抗战时特委在白沙建有一个抗日根据地，又有一些基层党组织和基层武装的存在，有坚实的群众基础。1947年1月冯白驹率部进驻白沙县红毛峒。1947年1月18日，廣東省政府主席駐瓊辦事處主任兼第九區專員蔡勁軍宣稱：「海南島現尚有中共馮白駒部六千餘人，以前用全面進剿辦法收效不大，近正採取碉堡政策進行清剿。」1947年4月，为了加强开辟中心革命根据地的力量，扫清五指山区周围的敌军，使之变成巩固的解放区，特委成立琼纵前进支队，开进五指山区开展工作。5月下旬，琼崖五指山中心革命根据地初步奠定了基础。为此，中央军委电示：“琼崖根据地在五指山初步建立是一大胜利。”
1947年5月，中共琼崖特委改为中共琼崖区委员会，冯白驹当选为区委员会书记。1947年10月，琼崖独立游击纵队改名为中国人民解放军琼崖纵队，任纵队司令员兼政治委员。琼崖五指山中心根据地初步打开局面后，1947年冬集中5个支队的兵力，分三路向保亭、乐东地区进军，全面开展建立五指山中心根据地工作。1948年1月攻占保亭全境，6月攻占乐东全境。至此，五指山中心根据地正式形成。标志着琼崖革命斗争长期没有牢固的革命根据地历史的结束。冯白驹评价“五指山根据地的建立，虽然时间不久，但在支持与发展后期海南人民革命战争上是有重大的作用”。冯白驹总结：对伏击和运动战的方式在实践中还不能够做到灵活掌握与使用。虽然各支队或大队集中优势兵力创机组织一些战斗，消灭和击溃部分敌人，但整体力量的协同总的来讲还难以形成兵力、配备、火力等方面的绝对优势，也就是说仍达不到“包围全歼或歼其一部击溃一部，向着全歼敌人一营的目标发展”的要求。
1948年秋和1949年春、夏，琼崖纵队在冯白驹的组织指挥下，以其劣势兵力和装备，对优势兵力和装备的国民党军，发动秋、春、夏季三次攻势作战，歼灭国民党军4100余人，缴获迫击炮20余门，掷弹筒、枪榴筒60余具，重机枪10余挺，轻机枪140余挺，长短枪1800余支，以及一大批军用物资；攻克据点110余处，解放了海南岛的广大农村和圩镇，使解放区扩大到全岛三分之二的地区，总人口达150万以上。
1949年初，周恩来在西柏坡接见琼崖代表李独清时，询问起冯白驹的情况，然后说：“我好像在30年代初期见过冯白驹同志。他给我的印象是体格魁梧，精力充沛，谈吐坦率，思想坚定，是我党不多见的好干部。从他领导坚持长期武装斗争上来看，他是可以独当一面的，中央是信得过的。”“你们在地理位置上是孤岛，但你们在军事、政治斗争上绝不是孤立的。你们的斗争与全国是密切联系的。毛主席和党中央经常关怀着你们，全国各个战场的胜利都在支援着你们。”
1949年2月，琼崖纵队调集6个团的兵力发起春季攻势，历时3个月，攻占新州、昌化、感恩3个县城和石碌矿山、广坝电站等20个乡镇。6月，琼崖纵队集中9个团的兵力，发起夏季攻势。由于国军大批撤到海南岛，形势发生变化，攻势终止。三大攻势共歼灭国军4500多人，攻占了23个城镇，琼崖纵队迅速发展至1.6万余人。

### 中华人民共和国时期

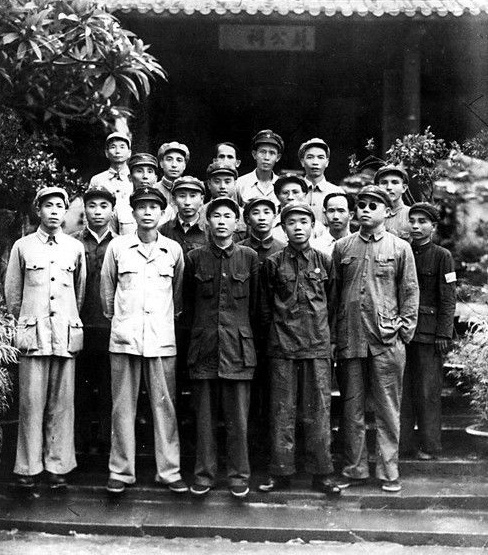
1950年5月10日，参与海南岛战役的解放军将领于琼山苏公祠留影。前排右起：李作鹏、韩先楚、邓华、冯白驹。二排左起：李伯秋、解方、张池明。第三排左二袁升平。

1949年10月，冯白驹先后被任命为中共中央华南分局委员、广东省人民政府委员、广东军区第三副政治委员。1949年10月19日，冯白驹致电叶剑英、方方，“根据琼崖敌我力量的对比，我们觉得，要使琼崖的战争随着国内的战争取得彻底的胜利，单靠琼崖的力量，是不能解决问题的。我们迫切的要求兄弟军来琼，帮助我们早日完成解放琼崖的任务（按照目前情况。有一个至二个军来琼，便可压倒敌人）。”蒋介石派遣陈诚飞赴海南部署防务问题，任命薛岳为海南防卫总司令，陈济棠、余汉谋为海南特别行政区行政长官公署正、副长官，加强对海南的全面统治基础。琼纵为迎接解放大军渡海登陆琼崖，部署第一总队在东区，第三总队居西区，第五总队占南区，独立团位北区。派遣纵队参谋长符振中等一批中高级干部北上汇报情况和协助担任向导工作，派吴克之和陈青山分赴东西两路加强接应工作的领导。1950年2月在广州召开的海南战役作战会议上，琼纵参谋长符振中汇报了海南岛上我党政军组织情况、战役准备情况和敌军的防御部署，并转达了琼纵司令员冯白驹的两条建议：一是乘敌人防线不甚严密，先偷渡一批兵力，加强琼纵的接应力量，二是若第一个办法行不通，就派一批军事干部和技术人员把枪支弹药运过海，以充实琼纵的武器装备。会议经过研究，确定采取“分批偷渡与积极准备大规模强渡，两者并重进行”的方针。领导机关实行北移就近指挥。五总队也因战争的急剧发展适时抽调至琼西北加入接应掩护。1950年3月至5月，琼崖纵队接应和配合中国人民解放军渡海作战，占领海南全岛。在解放海南战役中，党中央充分尊重冯白驹的两条建议，毛泽东对华南分局及邓华兵团特别提及海南岛“有冯白驹的配合”。解放海南为止，琼纵力量约有二万人左右。
1950年5月，冯白驹任海南军政委员会副主任，6月任中共海南岛区委员会书记（后称第一书记），7月任中国人民解放军海南军区司令员兼政治委员。11月上旬，冯白驹与叶剑英进京汇报工作，受到毛泽东、刘少奇、周恩来、朱德等人接见。周恩来还多次到北京饭店看望冯白驹，要冯白驹到同济医院检查身体。由于处在长期的艰苦的战争环境下，冯白驹患的痔疮一直没有根治，毛泽东、周恩来便指示他一定等到把痔疮医好后再回海南。冯白驹住院后，周恩来还特意去医院看望，并亲嘱医生、护士要很好地关照冯白驹。
1952年初，中共中央以廣東省土地改革「右傾」為理由，展開始第一次反地方主義鬥爭。當時，中共中央和毛澤東對廣東進行了嚴厲的批評，認為廣東解放以來，在主要問題上，「在決定關鍵上犯了錯誤」，廣東土改「迷失方向，在農民問題上犯了右傾錯誤」，並認為中共中央華南分局第三書記方方犯了「地方主義」錯誤。葉劍英、方方、馮白駒等人分別作了檢討。方方改為第五書記。翌年，方方再次受到批判，被撤銷華南分局第五書記、廣東省政府第一副主席等職務。七千多名地方幹部受到處分和牽連。最後廣東方面改組人事，調走葉劍英、方方；馮白駒降職，由陶鑄、趙紫陽主政廣東。冯白驹與方方、古大存被定為地方主義三大主帥。
1954年12月，冯白驹任中共广东省委书记处书记、广东省副省长。1955年9月，荣获中华人民共和国一级八一勋章、一级独立自由勋章、一级解放勋章，同时荣获三项殊荣的仅有十大元帅和十名大将等51人。是第一届国防委员会委员、中共第八届候补中央委员。1957年12月，中国共产党广东省委第八次全体（扩大）会议正式通过了《关于海南地方主义反党集团和冯白驹、古大存同志错误的决议》，冯白驹被撤销了广东省委书记和海南军区政委的职务；1958年1月，被下放到广东三水县任副县长。
1963年4月，冯白驹到浙江省工作。职务除了原保留的第八屆中共中央候补委员、国防委员会委员以外，還擔任中国共产党浙江省委委员、浙江省副省长，分管文教卫生工作、血吸虫病防治工作。文化大革命中，遭受审查和迫害。1966年冯白驹在北京参加党的第八届十一中全会期间，陈毅元帅安慰白驹说：你是一位好同志，应该向前看，不要背包袱。冯白驹在被审查期间的1968年6月写出了《关于我参加革命过程的历史情况》的“交代”材料共3.5万字，回顾和讴歌了中共琼崖党组织领导琼崖军民坚持孤岛斗争23年红旗不倒的战斗历程。1971年9月8日，中共中央通知浙江省委：“解除冯白驹同志的审查”，并派人照顾，住院治疗。1972年5月5日，周恩来指示浙江省革委会用公务车送冯白驹到北京继续治疗。病情明显好转后，冯白驹于1972年11月回浙江。1973年6月4日，中共浙江省委《关于冯白驹同志被捕问题的结论》指出：在无产阶级文化大革命运动中，对冯白驹同志1937年9月被国民党政府乡公所逮捕押在琼山县监狱期间的问题，又进行了重新审查，没有发现新的问题。经省委常委1973年5月9日会议讨论决定，仍应维持中共中央组织部1957年10月28日结论，即：“冯白驹同志此次被捕政治上是没有问题的。”
1973年7月19日，冯白驹在北京逝世。冯白驹逝世后，周恩来果断通知浙江省派人带材料来北京，为迅速作好冯白驹的悼词和评价做准备。一接到材料后的当晚午夜一点，中央政治局开会讨论冯白驹的悼词和追悼规格。会上周恩来和叶剑英对一些主要问题问得很细，周恩来还亲自念有关冯白驹的档案材料。会上有人提出，1937年冯白驹在狱中写给国民党军官张达的信中曾表示愿意为三民主义奋斗终身，这句话有问题。周恩来说：查原信有无谈抗战问题，如有讲抗战，这样提就没有什么问题。经查原信是谈和国民党联合抗战问题的。周恩来立即明确表态：这样就没有问题。经过讨论后周恩来特别强调：根据浙江省送来的材料，冯白驹在历史上没有问题；冯白驹的贡献在于他在远离党中央的条件下坚持几十年艰苦的战争，革命红旗始终不倒，很不简单，很了不起；追悼会一定要在八宝山举行，《人民日报》要刊登在第一版。于是会议决定：对冯白驹的评价要提高，追悼会的规格要提高，总理送花圈，叶帅参加追悼会。1973年7月28日，党中央在八宝山革命公墓礼堂为冯白驹举行了追悼会。叶剑英、纪登奎、李德生、周建人、廖承志等参加了追悼会，周恩来、国务院、中央军委、中央组织部、浙江省和广东省党政军各部门、海南区党委和海南军区送了花圈。经过周恩来亲自修改的悼词评价：“冯白驹同志是中国共产党的优秀党员，是中国人民的忠诚战士。几十年来，他在毛主席、党中央的领导下，在长期坚持海南的革命战争中，贯彻毛主席的人民战争思想，发动群众，依靠群众，克服种种困难，与敌人进行了不屈不挠的斗争；在社会主义革命和社会主义建设中，努力为人民服务，贡献了自己的一生。”“冯白驹同志的逝世使我们失去了一位老同志、老战友。我们哀悼冯白驹同志，要化悲痛为力量，学习他的革命精神，在以毛主席为首的党中央领导下，在毛主席无产阶级革命路线指引下，团结起来，争取更大的胜利！”
1983年2月，中共中央正式作出《为冯白驹、古大存同志恢復名誉的通知》。

## 家人
- 父亲为六兄弟之首。分家时无地，只分得半截房子，以当雇农、石匠为生。第一次国共内战中，屋子被地方当局出卖，被抓坐过几次牢，在抗日战争中被国民政府抓去肉刑受伤而死
- 母亲：第一次国共内战中流离失所，依靠她的弟弟照顾生活。在抗日战争和解放战争时期，由地方组织照顾，密住在革命村庄中。
- 发妻：第一次国共内战中，原妻被出卖改嫁了
- 姐姐：大革命前出嫁
- 弟弟冯裕深：与冯白驹一起读书、参加革命。共产党员，1931在共青团琼崖特委工作，1932年牺牲
- 夫人曾惠予
- 女儿冯尔超
- 女儿冯尔敏
- 女儿冯尔曾
- 儿子冯尔生